# Zona arqueológica de Huandacareo

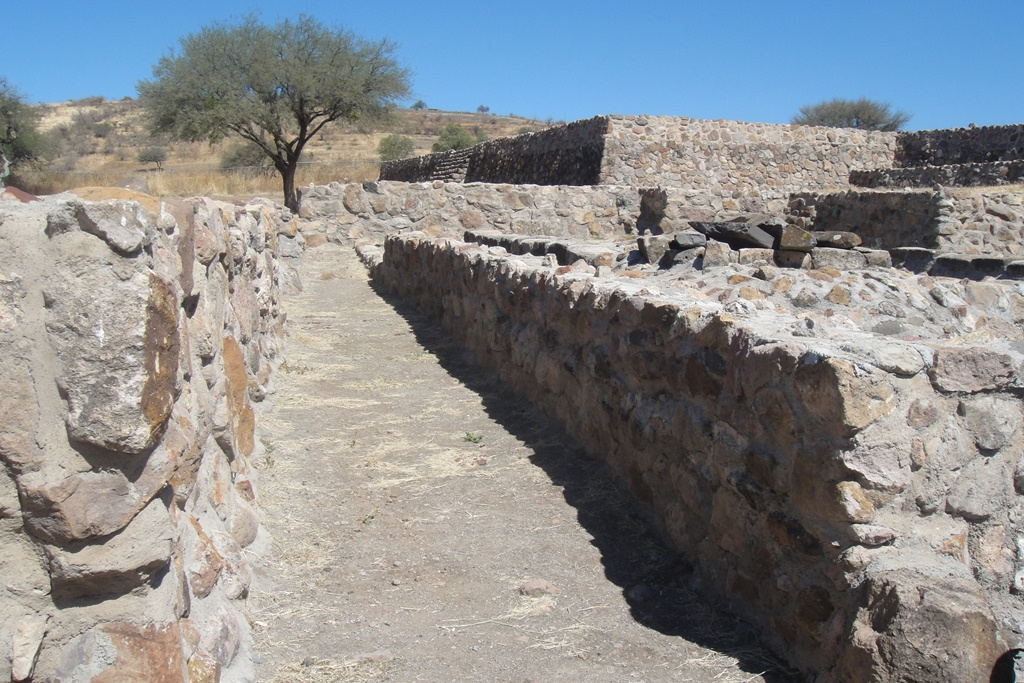
Plataforma de la estructura principal al fondo, zona de enterramiento en el basamento derecho.

Huandacareo es un yacimiento arqueológico ubicado a unos 60 kilómetros al norte de la ciudad de Morelia, en el estado de Michoacán.
Fue construido sobre una meseta elevada con vistas al lago de Cuitzeo, a unos 2.46 kilómetros de su orilla noroccidental y a unos dos kilómetros del centro de la localidad y municipio de Huandacareo. Localmente el lugar es más conocido como «La Nopalera».
El yacimiento se localiza en la orilla occidental del lago de Cuitzeo, ubicado alrededor de los 19°56′0″N 101°5′0″O / 19.93333, -101.08333. Tiene una superficie de 300-400 km². El lago es astático y el volumen y el nivel del agua fluctúan con frecuencia. Es el segundo lago de agua dulce más grande de México.
Aunque este sitio es de clara ascendencia purépecha, la ubicación geográfica en la cuenca del Cuitzeo y el concepto de centro ceremonial, atestiguan la presencia de algunos elementos culturales originarios de otros lugares. Como ejemplo se puede señalar la obsidiana del «cerro de Zináparo» en el norte de Michoacán o de Zinapécuaro al este de Cuitzeo; así como materiales costeros, especialmente del Océano Pacífico. También hay materiales procedentes del altiplano mexicano y ciertamente de la región purépecha de Pátzcuaro, que proporcionó la principal influencia cultural. 

## Toponimia
Según el INAH, el nombre «Huandacareo» es una palabra purépecha: uandakua, que tiene varios significados como ‘lugar de juicios’, ‘lugar de oradores’ o ‘tribunal’.

## Trasfondo

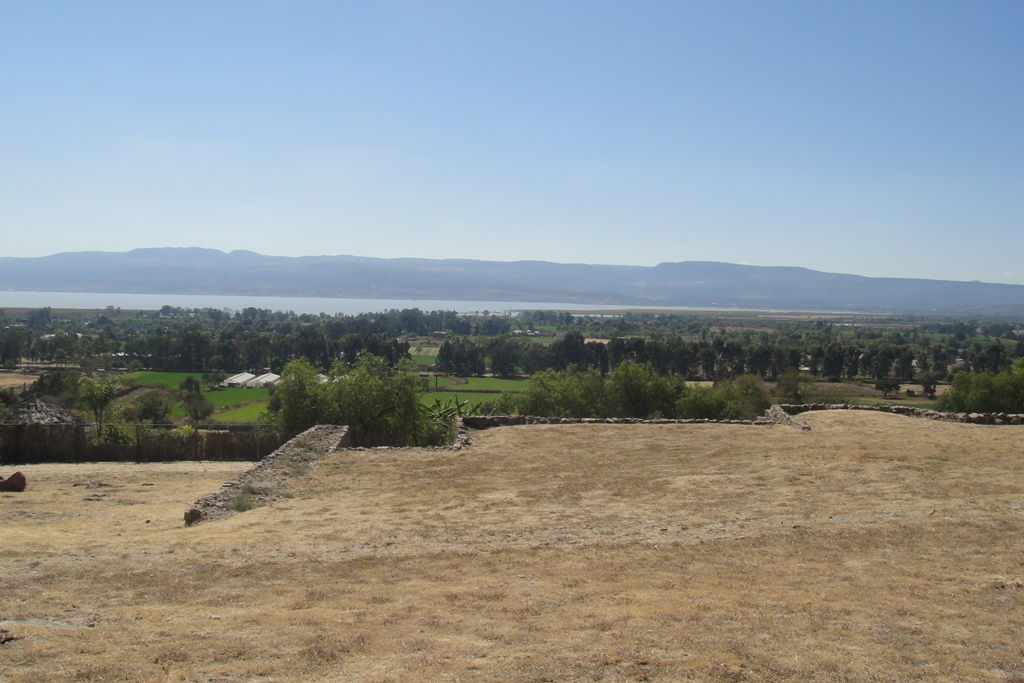
Terrazas con vistas al lago de Cuitzeo.

El yacimiento está ubicado en el estado de Michoacán. En la época prehispánica, por esta zona se extendió el Imperio purépecha, que rivalizaba con el Imperio azteca. El estado cuenta hoy con miembros nativos del pueblo purépecha, así como con otomíes y nahuas.
Según la evidencia arqueológica, ha habido ocupación humana dentro del territorio del estado de Michoacán desde hace al menos 10 000 años. En el período prehispánico hubo una serie de oleadas migratorias hacia la zona, incluyendo a los pueblos pirinda, nahua, huetamo, colima, purépecha y otros. Existen restos de asentamientos formales de todo el período mesoamericano. Los sitios más importantes son El Opeño y los de Curutarán, Tepalcatepec, Apatzingán, Zinapécuaro y Coalcomán. El territorio ha sido habitado por nahuas, otomíes, matlatzincas, pirindas y tecos, además de purépechas.
La principal civilización prehispánica del estado es la purépecha, que se asentó en la zona del lago de Pátzcuaro. Antes del siglo XIII, tanto nahuas como purépechas vivían aquí y se sustentaban de la agricultura y la pesca. Los purépechas son descendientes de una llegada tardía de chichimecas que vinieron del norte. En el lago de Pátzcuaro se encontraron con pueblos con culturas similares a la suya pero más avanzadas técnica y socialmente. La formación del estado purépecha comenzó en el siglo XIII, cuando este pueblo inició su propio señorío en Uayameo, hoy Santa Fe de la Laguna, y llegó a dominar toda el área del lago de Pátzcuaro para el siglo XV. La conquista de tribus y territorios vecinos se produjo entre 1401 y 1450, absorbiendo en el imperio pueblos con diferentes culturas y lenguas. A finales del siglo XV, este estado rivalizó con el de los mexicas, expandiendo su territorio sobre gran parte de lo que hoy es Michoacán y en parte de Colima, Nayarit, Querétaro, Guanajuato, Guerrero y Jalisco. Los mexicas intentaron invadir a los purépechas pero fueron repelidos. Esto más tarde haría que los purépechas negaran ayuda a los aztecas en la defensa de Tenochtitlán contra los españoles.
La historia de Michoacán ha sido estudiada a partir de evidencias arqueológicas y documentos históricos, como la obra literaria Relación de Michoacán, escrita en 1524 por fray Jerónimo de Alcalá. Por él se sabe que los primeros pobladores de la región fueron varias tribus chichimecas que llegaron en diferentes épocas y, por lo tanto, evolucionaron de manera diferente.

### Cultura chichimeca
«Chichimeca» era el nombre que los pueblos nahuas de México aplicaban genéricamente a una amplia gama de pueblos seminómadas que habitaban el norte del actual México y el suroeste de Estados Unidos, y tenía el mismo sentido que el término europeo «bárbaro». El nombre fue adoptado con un tono peyorativo por los españoles al referirse especialmente a los pueblos seminómadas cazadores-recolectores del norte de México.
Los pueblos chichimecas eran en realidad muchos grupos diferentes con diversas afiliaciones étnicas y lingüísticas. Mientras los españoles trabajaban para consolidar el dominio de la Nueva España sobre los pueblos nativos mexicanos durante los siglos XVI y XVII, las tribus chichimecas mantuvieron una resistencia. Varios grupos étnicos de la región se aliaron contra los españoles y la siguiente colonización militar del norte de México se conoció como las «Guerras Chichimecas».
Muchos de los pueblos llamados chichimecas son prácticamente desconocidos en la actualidad; pocas descripciones los mencionan y parecen haber sido absorbidos por la cultura mestiza o por otros grupos étnicos nativos. Por ejemplo, prácticamente no se sabe nada sobre los pueblos denominados guachichiles, caxcanes, zacatecos, tecuexes o guamares. Otros, como los ópata, están bien descritos pero se han extinguido como pueblo.

### Cultura purépecha
La zona purépecha ha estado habitada al menos desde el período Preclásico temprano. En algunos lugares en los que se han preservado restos de matanzas de megafauna se encuentran evidencias líticas tempranas de antes del 2500 a. C., como puntas estriadas y utensilios de piedra. Las primeras fechas de radiocarbono de sitios arqueológicos datan alrededor del 1200 a. C. La cultura Preclásica temprana más conocida de Michoacán fue la cultura Chupícuaro. Los asentamientos de Chupícuaro se encuentran principalmente en islas lacustres, lo que puede verse como un signo de que tiene rasgos que lo relacionan con los patrones culturales purépechas posteriores. En el período Clásico temprano, los juegos de pelota y otros artefactos demuestran una influencia teotihuacana en la región de Michoacán.
Durante el período Clásico tardío, al menos dos grupos étnicos no purépechas vivían alrededor del lago de Pátzcuaro: hablantes de náhuatl en Jarácuaro y algunas culturas chichimecas en las orillas norte, siendo la población nahua la segunda más grande.
Según la Relación de Michoacán, un líder visionario de los purépechas llamado Tariácuri decidió reunir las comunidades alrededor del lago de Pátzcuaro en un estado fuerte. En el siglo de 1300 emprendió las primeras conquistas e instaló a sus descendientes Hiripan, Tangáxoan y Hiquíngare como señores de Ihuatzio, Tzintzuntzan y Pátzcuaro respectivamente. A la muerte de Taríacuri, su linaje tenía el control de todos los centros principales alrededor del lago de Pátzcuaro. Su sobrino Hiripan continuó la expansión hacia los alrededores del lago de Cuitzeo.[cita requerida]
Los habitantes del Imperio purépecha eran en su mayoría de afiliación étnica purépecha pero también había otros grupos étnicos como los nahuas, otomíes, matlatzincas y chichimecas. Estos grupos étnicos fueron asimilados gradualmente al grupo mayoritario purépecha.

### Cultura chupícuaro
Esta cultura es importante por la influencia que tuvo en la zona. Es posible que se extendiera al sur de Estados Unidos, en el año 500 a. C. Existen teorías de que los primeros habitantes de Guanajuato pertenecían a esta cultura.
La cerámica de esta cultura es anterior al período clásico mesoamericano, incluye figurillas angulares con formas geométricas.
Al parecer la cultura chupícuaro se desarrolló en un vasto territorio, o fue definida como estilo o tradición chupícuaro (Beatriz Braniff) en, Guanajuato, Michoacán, Guerrero, Estado de México, Hidalgo, Colima, Nayarit, Querétaro y Zacatecas. Se estima que Chupícuaro facilitó la expansión hacia el norte de elementos mesoamericanos (raíces culturales del oeste de México y quizás del noroeste, comparables con la cultura olmeca en toda Mesoamérica).
Chupícuaro tuvo un importante desarrollo cultural y expansión de su estilo en zonas alejadas del centro difusor e influyó en las tradiciones cerámicas, que se prolongaron hasta finales del período Clásico, e incluso hasta el Posclásico, como se ve en la cerámica purépecha.
A finales de 1985, en la primera reunión de sociedades prehispánicas, en relación con la cultura Chupícuaro se señaló que los grupos fabricantes de cerámica de tradición chupícuaro, debían ser considerados parte de sociedades estratificadas mesoamericanas, con una estructura política y territorial definida y no como sociedades aldeanas aisladas, carentes de centros ceremoniales y arquitectura. A partir de ese primer impulso, grupos sociales posteriores presentaron expresiones culturales propias, a nivel regional en el contexto mesoamericano.

## El sitio

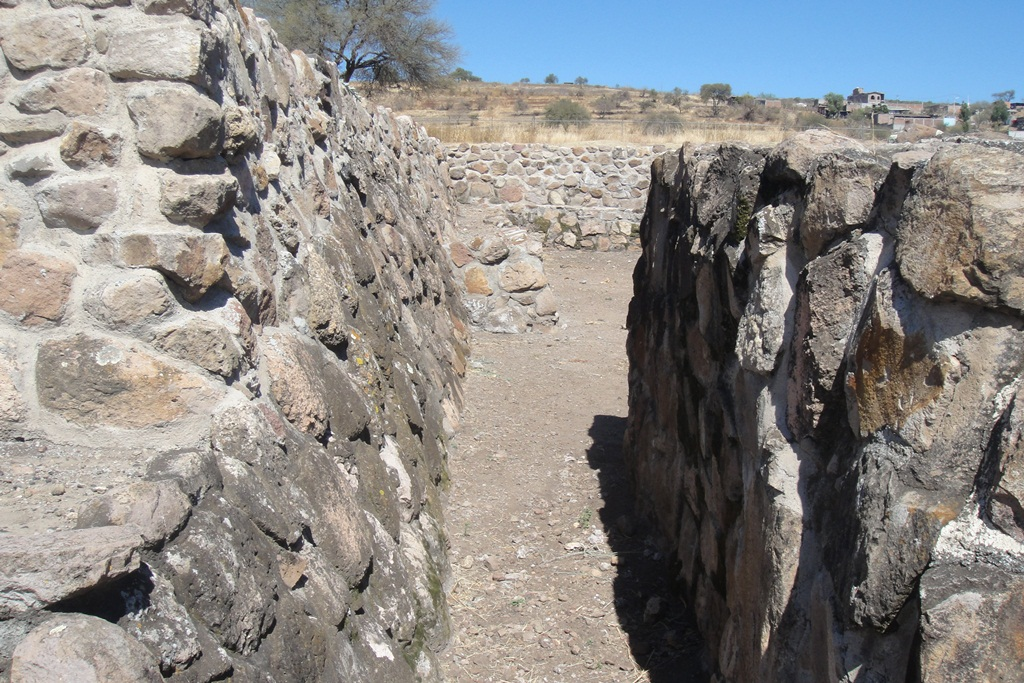
Detalle de la estructura sureste.

La construcción de este centro ceremonial se estima hacia el año 1200 d. C., y funcionó hasta 1536, cuando se produjo la destrucción de la civilización purépecha por parte de los españoles. 
Esto se confirma con el hallazgo de un entierro de características prehispánicas, en el que se encontraron varias piezas de vidrio europeo, lo que significa que cuando estos materiales estuvieron presentes en el altiplano de México, en el occidente de Mesoamérica prevalecían patrones culturales prehispánicos. 

### Descubrimiento e investigaciones
La primera temporada de excavaciones comenzó en diciembre de 1977.
El yacimiento había sido objeto de vandalismo por parte de saqueadores que, desde principios del siglo pasado, habían excavado el yacimiento retirando artefactos, y por agricultores que cultivaban sobre las estructuras. Hasta ese momento no se habían realizado trabajos arqueológicos en esta región que revelaran antecedentes de la necesidad de iniciar obras. 
La topografía del sitio fue la única pista sobre la ubicación de las estructuras, ya que inicialmente había signos visibles de las mismas; los montículos se podían ver principalmente en la cima de la colina. Una vez encontrado el primer muro, se le denominó Estructura A, se ampliaron las excavaciones siguiendo en ambas direcciones, removiendo tierra y escombros.

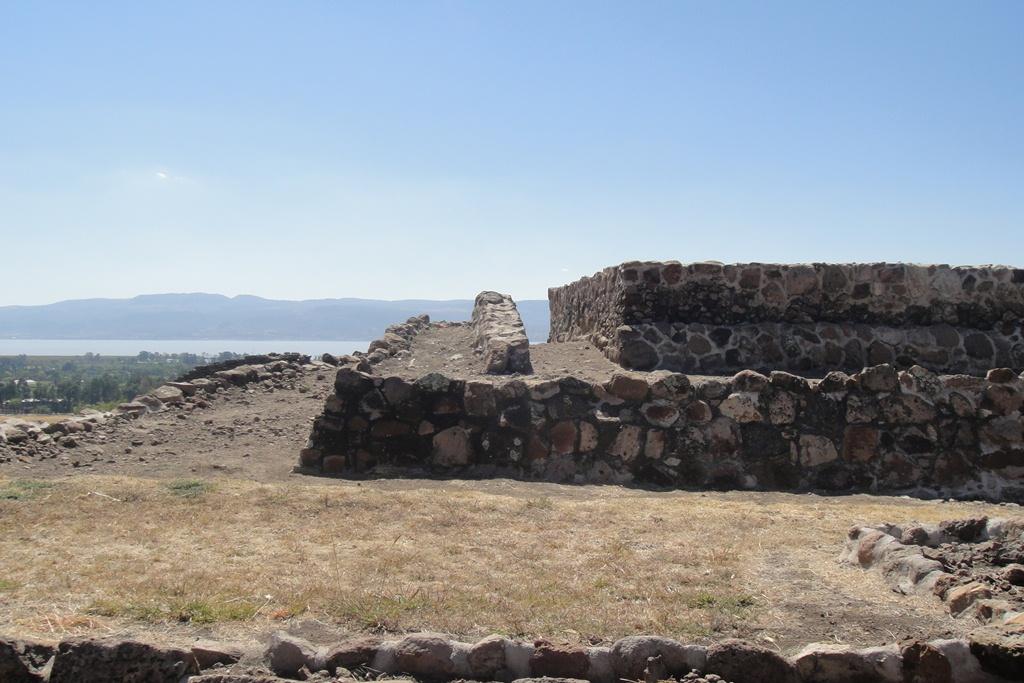
Lado occidental del templo en la estructura principal, el lago al fondo hacia el sur.

Además de la Estructura A, se encontraron otras estructuras alrededor del yacimiento. Es importante señalar que según la tradición arquitectónica purépecha, los templos y sus basamentos siempre se construyeron sobre la cima de cerros naturales, sobre una plataforma artificial, o como en el caso de Huandacareo, sobre plataformas y plazas; para ello construyeron muros de retención empotrados a las laderas de las montañas. 
El yacimiento ha sido reconstruido, para diferenciar los tramos originales de los reconstruidos; las nuevas secciones están rebajadas en promedio cinco centímetros con respecto a las secciones originales. 
Desde la primera temporada de excavaciones de 1977, se llevaron a cabo cinco temporadas más que finalizaron en 1983; desde entonces, no se han realizado más trabajos. Producto de la poca atención el lugar está descuidado. 

### Reseña histórica
El sitio data de la época prehispánica y fue parte de las culturas más antiguas de la región, conocida como chupícuaro, que se asentaba en los arroyos del lago de Cuitzeo. Recibieron influencia teotihuacana y prepurépecha. Posteriormente fueron conquistados por los purépechas, a quienes les pagaban tributos.
Según la tradición, los cazonci, al frente de un ejército, marcharon hacia Yuriria-Púndaro para combatir a ciertas tribus que atacaban el lugar y, tras vencerlas, el ejército victorioso, al regresar a casa por el lago de Cuitzeo, se detuvo en algún lugar cerca de las orillas del lago para participar en los festejos que celebraban la victoria. El cazonci escuchó numerosos discursos en su honor y conforme a la tradición, a partir de ese momento el lugar pasó a llamarse Huandacareo.[cita requerida]
Huandacareo es uno de los muchos yacimientos existentes alrededor de la cuenca del lago de Cuitzeo. Es una zona de importancia cultural dentro de la región de Michoacán, por evidencias de explotación de recursos lacustres desde la época prehispánica. Existen pocos estudios de este tipo en ambientes paleolíticos en el país, a pesar de la información ofrecida a la antropología. Entre ellos se incluyen testimonios de los productos alimenticios y artesanales que se han obtenido a lo largo de la historia, pero también sobre la comunicación y el transporte utilizados por las personas. Sin contar su importancia hasta hace poco, como refugio de cientos de bandadas de aves que migran para hibernar. Dadas unas condiciones naturales específicas, estos nichos ecológicos funcionaron para vincular a diversos grupos humanos dentro de las antiguas redes comerciales esenciales.
Parte de la información histórica sobre este sitio, proviene de la Relación de Michoacán (1542), un documento imprescindible del siglo XVI que hace referencia a esta comunidad nativa. Por tal referencia se sabe que el lugar estuvo dominado por los purépechas, desde al menos 300 años antes de la llegada de los españoles. Datos confirmados por excavaciones arqueológicas y objetos encontrados. Entre estos materiales no sólo se encuentran las elegantes y típicas cerámicas, negativos decorados o pipas, sino también objetos metálicos, como campanas, fistoles, pinzas o hachas que demuestran la presencia de técnicas metalúrgicas diversamente aplicadas. La mayoría de estas manufacturas tienen trayectorias más antiguas, producto de tradiciones culturales milenarias. Así, en el lugar de la muestra se encontraron objetos más antiguos. Al mismo tiempo, estos permitieron visualizar la relación de este lugar con otras comunidades vecinas y ciudades importantes, como Teotihuacán, muchos años antes de la llegada purépecha.
Dentro de las ofrendas y la arquitectura local se encontraron en los objetos diversas materias primas y elementos exógenos; incluyendo losas de piedra para la construcción. Junto con estos materiales, también se encontraron labradas de losas de piedra verde, turquesas o puntas de proyectiles y adornos de obsidiana de diferentes procedencias mineras, de cobre y de oro; así como conchas marinas del Océano Pacífico. Esto confirma la antigüedad del lugar, su importancia estratégica dentro de las vías de comunicación, y principalmente el control político y comercial de la época.

### Objetos encontrados
Entre los hallazgos del yacimiento arqueológico de Huandacareo, se encuentran varias herramientas de cobre, entre ellas agujas de ojos, de unos 35 centímetros de largo. También de cobre elaborado, pero con fines ornamentales y rituales, se encuentran los siguientes magníficos ejemplos: 
- Pinzas. Importantes por su cantidad y belleza, las pinzas que servían no sólo para afeitarse sino también como adorno y para definir una jerarquía social. Estas pinzas aparecen en representaciones de crónicas, estas pinzas se cuelgan del cuello de personajes importantes.
- Aros de alambre. Numerosos aros de alambre de sección rectangular y circular, frecuentemente encontrados en entierros primarios, probablemente utilizados como pendientes.
- Campanas de varios tipos y tamaños, de falsa filigrana y láminas de metal trabajadas.
- Se encontró un aro muy ancho con cascabeles de metal trabajado, rodeado de soldados, quizás utilizado en un bastón de mando.
- Adornos formados por una barra en forma de U invertida, rematada con cabezas de animales, posiblemente de águilas con pequeños cascabeles colgando del pico. Las muestras de metalurgia del oro están elaboradas sobre oro laminado y trabajadas con martillos, posiblemente parte de material funerario.
- Cuentas, cuatro piezas semicilíndricas, quizás parte de un collar, la existencia de estos objetos demuestra el alto nivel tecnológico alcanzado por el grupo (artículos originarios de Chupícuaro y Pátzcuaro), lo cual sólo era posible en pueblos cuya sólida base económica les permitía contar con artesanos especializados trabajando a tiempo completo.

En cuanto a cerámica de Huandacareo se encontró una pipa completa, representando un tecolote. 
Otros objetos cerámicos dignos de mención son las piezas globulares, muchas de ellas con esgrafiados: uno de los diseños más habituales es el de las líneas que conforman el símbolo del infinito. También abundan los malacates, algunos decorados; su presencia demuestra la práctica extendida del tejido de fibras vegetales, principalmente algodón. Mención especial merecen las figurillas encontradas en esta zona. Su característica general son las piezas de color marrón sólido de varios tonos. Todas los encontradas son figuras femeninas adultas, es necesario recordar que lo femenino se relaciona con deidades lunares, todas asociadas a la agricultura, y acuáticas relacionadas con la pesca, ambas actividades propias de sociedades sedentarias; las cabezas de estas figuras aparecen deformadas con un tipo tabular fronto-occipital. 
También se encontró, asociada con el entierro de un bebé, una hermosa figura femenina de unos 14 centímetros de altura, que lleva a horcajadas a un niño lactante de unos dos años; ambas figuras muestran el cráneo deformado y llevan peinados con bandas que se asemejan a un instrumento distorsionador. La madre también viste falda y adornos como orejeras y collar. Se encontraron otras figuras de animales; éstas son pequeñas, macizas, de color marrón oscuro, moldeadas y sin pulir. Se destacó que todas las piezas encontradas representan perros, aunque como se sabe existe una gran variedad de fauna en la región. Cabe recordar que la cultura purépecha rendía culto a los perros. 
En cuanto a su conocimiento detallado del trabajo, éstas son muestras encontradas: 
- Utensilios domésticos: metates, mortero y «tejolotes o temachin» (piedra de moler), fragmentos de metal con y sin soporte.
- Herramientas: pulidoras de cerámica y otras de mayor tamaño, posiblemente para el curtido de pieles.
- Escultura: Es muy importante el fragmento del rostro de un anciano encontrado, tradicionalmente relacionado con el Dios del fuego, divinidad en la que se basó la religión purépecha; se cree que esta escultura es una de las pocas representaciones de Curicaueri, ‘el gran fuego’ o ‘gran quemador’.
- Ritual: se han encontrado discos de pizarra de 16 centímetros de diámetro promedio, algunos con dos perforaciones simétricas. Existe evidencia en Huandacareo de que estos discos fueron utilizados como broches en los entierros de individuos de alta jerarquía social.
- Varios: Esferas de piedra de 5 centímetros promedio, elaboradas en obsidiana, al igual que otras piezas, no se han encontrado restos de manufactura o fábricas, de ahí que se supone que las piezas fueron importadas de otros lugares.

Tal es el caso de los siguientes objetos encontrados: 
- Herramientas: puntas de proyectil retocadas a presión y con base o extensión; cuchillos prismáticos, algunos alterados para hacer puntas de proyectil, alfileres, cortadores y cuchillos, entre otros.
- Adornos: de extraordinaria calidad valorada, principalmente orejeras tubulares y de carrete, algunas tan finas que llegan a traslucirse; también se encontraron algunas hermosas muestras de «bezotes» (usados por los altos jefes).
- Ritual: ornamentos de obsidiana verde como ricas ofrendas para individuos de alto rango. Tal es el caso de piezas encontradas dentro del cráneo en algunos entierros, como si éstas hubieran sido colocadas en la boca de la persona; estas piezas son esféricas o semicuadradas y siempre de piedra verde. En estas mismas condiciones se encontró una pequeña pieza rectangular, con una perforación en el borde, de una piedra de color verde oscuro y tan pulida que parece un espejo.

En cuanto a piezas de concha y hueso, sin duda las piezas más importantes de la cultura purépecha encontradas aquí fueron elaboradas con estos materiales. La presencia de estos materiales demuestra que los pobladores mantuvieron contacto con gente de ambas costas, ya sea para comercio o algún otro tipo de intercambio, por ejemplo: 
- Pequeños collares de caracoles recortados con perforaciones.
- Aros circulares catalogados como pulseras... figuras de soldados humanos, seres desnudos sin género, y en posición hierática, bailarines con una concha incrustada formando un ojo.

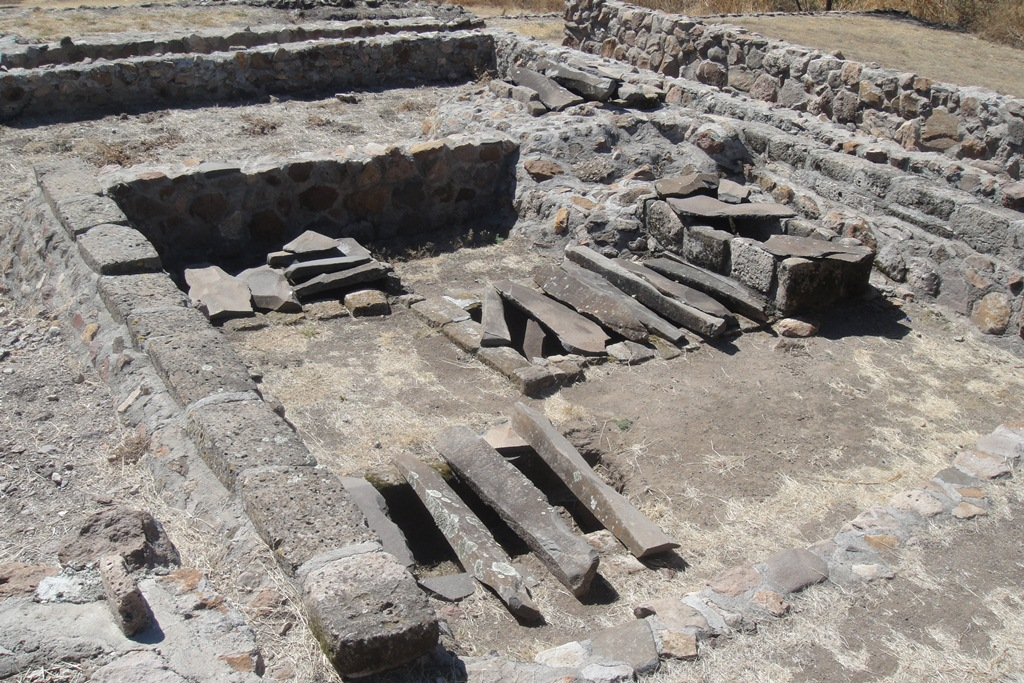
Ubicación de los entierros, esquina suroeste.

Entierros con huesos humanos encontrados en Huandacareo:
- Tumba de tiro excavada en tepetate que se asemeja a las de El Opeño, (Jacona, Michoacán) del período Preclásico, aunque la tumba de Huandacareo, por los materiales culturales encontrados como ofrenda, debe ubicarse en el período inmediatamente anterior a la llegada de los españoles; el entierro encontrado corresponde a un entierro primario de una persona mayor y a un entierro secundario de un adulto.
- En un patio perfectamente delineado se construyeron seis tumbas, una de ellas inconclusa; existe otra asociada a este grupo con las mismas características; los muros están hechos con sillares de piedra perfectamente cortados y unidos con mortero; el suelo es de tierra compactada; las tumbas están cubiertas por grandes losas de piedra, algunas con los bordes trabajados. Es muy interesante las dimensiones de ubicación de seis de ellas, ya que fueron construidas simétricamente; en la parte central del conjunto, la losa que forma el techo de la tumba número 2 sirve de peso a la número 4, que está orientada perpendicularmente, con aspecto cruciforme aunque en realidad son dos rectángulos. Cada tumba contenía restos de un entierro primario de un adulto acompañados de ricas y numerosas ofrendas que consistían en cerámica, objetos de concha, herramientas de hueso y piedra. Se excavó una fosa de tres por dieciocho, en la que se encontraron sesenta y tres enterramientos primarios y secundarios con numerosos fragmentos claramente identificados como decapitaciones o mutilaciones, es decir, cráneos con el atlas y el hueso maxilar en su sitio o los huesos de un brazo con la mano pero sin el resto del cuerpo.

## Estructuras
Si bien todo parece indicar que el lugar alcanzó su máximo realce y las construcciones más visibles fueron construidas hacia el año 1200 d. C., existen subestructuras y materiales que corresponden a épocas anteriores; las relacionadas con la fundación de este centro. Las obras realizadas tienen un impacto real en su historia. Lo que se puede argumentar de uno de los sentidos o significado de su nombre, «Corte», es la importancia estratégica para la estructura política y económica purépecha de mantener este sitio para controlar los pueblos dentro de su régimen. Se señala la construcción de grandes panteones para albergar los restos mortuorios de personas socialmente importantes, en contraste con los entierros múltiples directamente en el suelo; la mayoría con pruebas de sacrificio, decapitados y desmembrados. Estos estaban ubicados frente a uno de los edificios principales, conocido como «el Templo».
La parte explorada parece indicar que el sitio fue un centro administrativo y religioso. Se construyó sobre una suave ladera, por lo que se tuvieron que construir terrazas con muros de contención frontales, para poder nivelar el terreno y construir sobre ellas. Además, dicha nivelación obligó al diseño y construcción de canales de drenaje de agua. La presencia de un patio hundido, así como una construcción de planta mixta (rectangular y circular) es indicio de una «yácata»; ambas construcciones son muestras de dos tradiciones arquitectónicas diferentes, dos grupos culturales y dos distribuciones temporales y espaciales distintas. Debajo de las casas actuales se encuentran restos de antiguas viviendas. Este dato necesita ser confirmado. 
Las estructuras identificadas son la plaza hundida, los montículos 1 y 2 del Templo y el «patio de la tumba» son muy conocidos; tanto por sus respectivas ubicaciones dentro del yacimiento, como por los sistemas constructivos utilizados para construirlos. Se utilizó piedra de cantera regional blanca y rosa, unida con barro y quedan restos de superficies estucadas, endurecidas al fuego. Sin embargo, quizás lo más destacable del lugar sea su ubicación física y estratégica frente al lago de Cuitzeo.
La construcción del sitio, o lo que se puede ver hoy, está ubicado dentro de un terreno de aproximadamente 187 por 100 metros, lo que representa un centro complejo. En realidad no se sabe si su finalidad era política, religiosa o administrativa, pero la versión oficial sigue llena de suposiciones especulativas.
El yacimiento está orientado en un eje este-oeste, con la estructura principal en la esquina noreste, otras estructuras cubren todo el lado sur y restos de otros basamentos se encuentran a lo largo del lado norte.

### Estructura principal

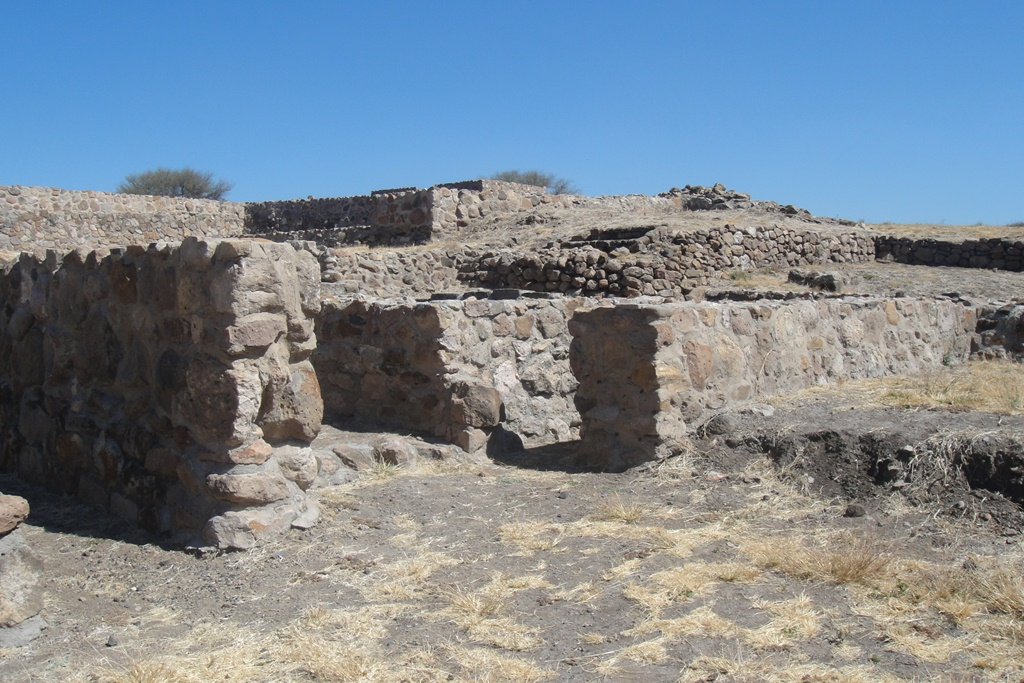
Estructura principal, vista desde la esquina suroeste.

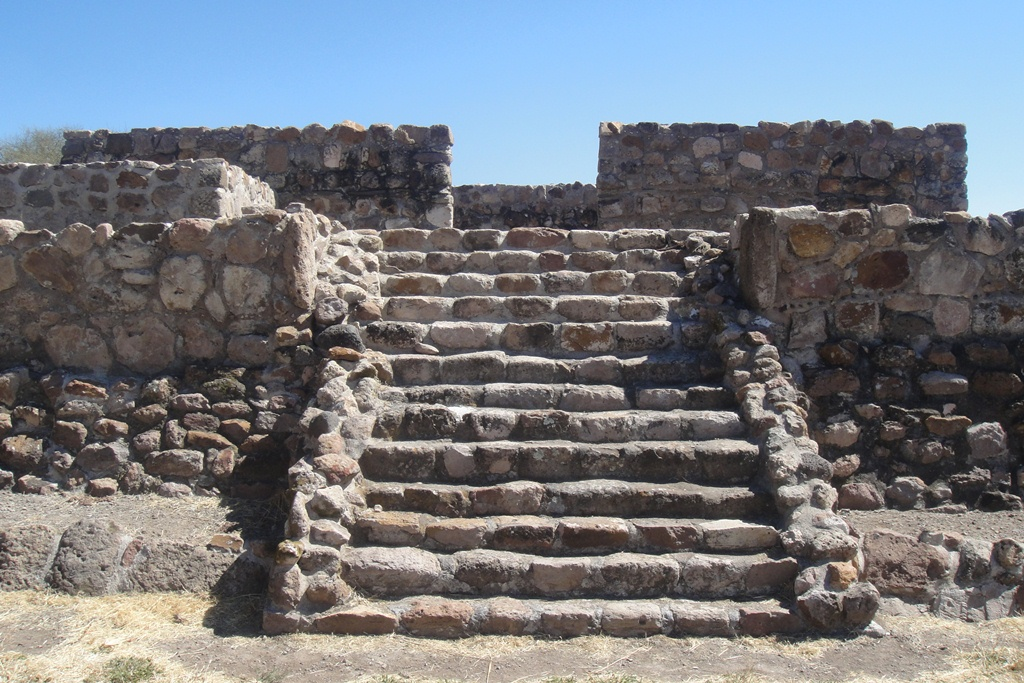
Escalera de acceso al templo desde el lado oeste, mirando al patio hundido

La estructura principal, llamada así para efectos de discusión, ocupa la esquina noroeste del sitio y en realidad tiene cuatro componentes, el patio hundido, un pequeño templo o altar al norte, un basamento circular concéntrico y un Templo, al este del patio.

#### Patio hundido

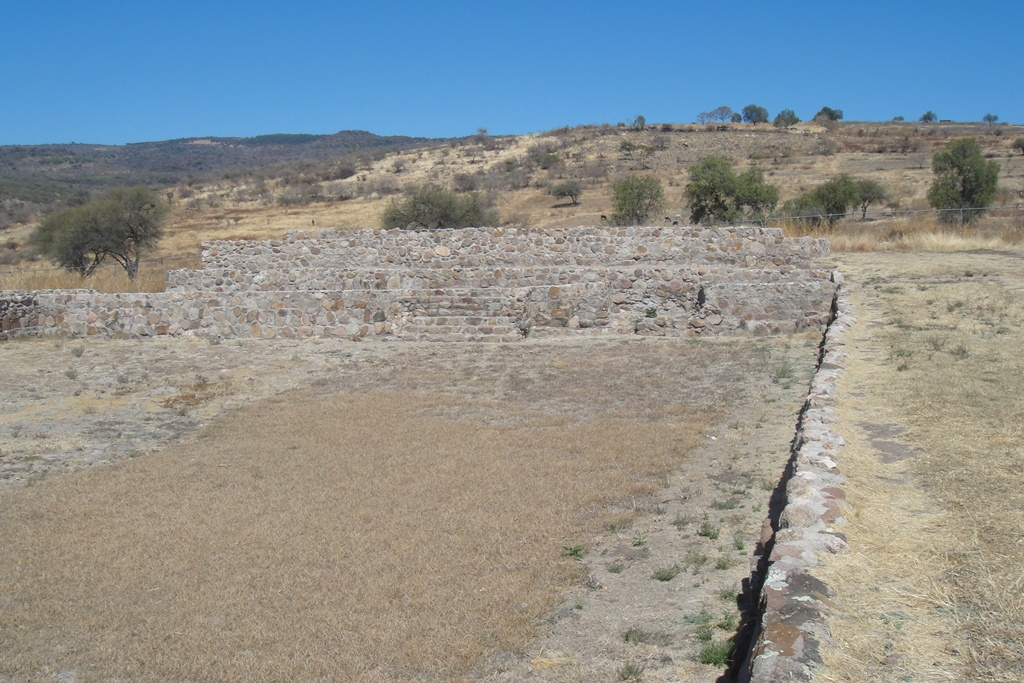
Patio hundido, visto desde su esquina sureste.

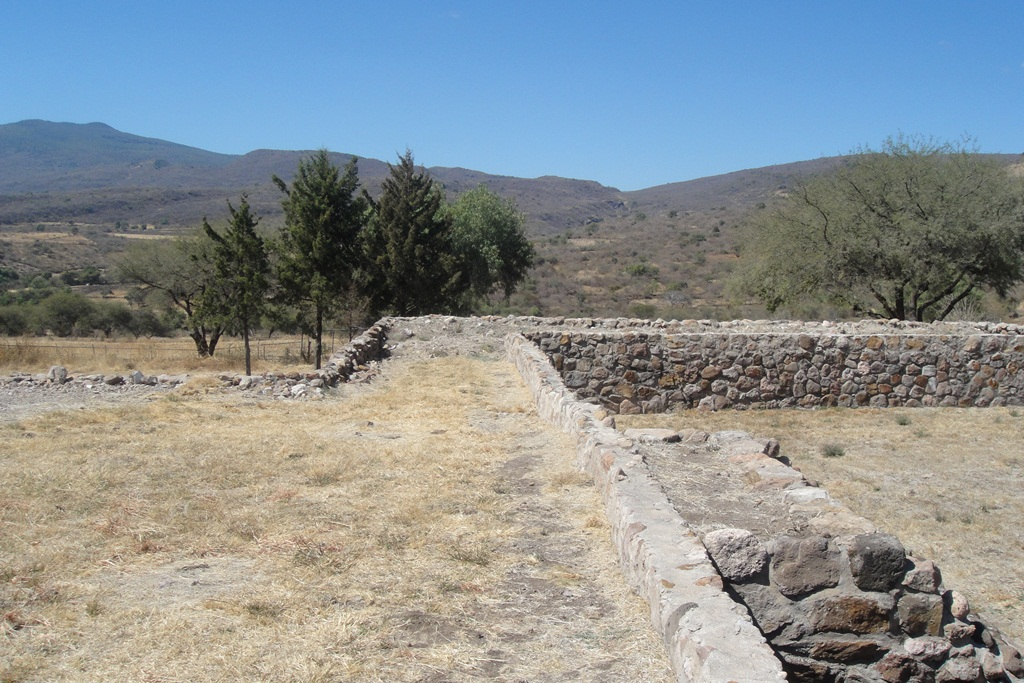
Detalle del borde sur del patio hundido, con el paseo perimetral y el basamento del muro.

El patio (o plaza) hundido es un trapezoide de forma irregular, mide unos 20 metros de ancho en el lado sur, unos 24 metros de ancho en el lado norte y unos 30 metros de largo.
Está rodeado por un doble muro, que podría haber sido un paseo perimetral. Tiene escaleras de acceso en el centro de ambos lados, sur y norte.
Aunque no se sabe cuál era su finalidad real, por su tamaño y profundidad, se asemeja a una piscina. Podría haber sido un estanque ceremonial.

#### Pequeño templo
El patio hundido, en su lado norte, presenta una escalera que conduce a una estructura con varias plataformas niveladas y restos de una estructura, que posiblemente fue un altar, relacionada con hechos que tuvieron lugar en el complejo.

#### Basamento circular concéntrico

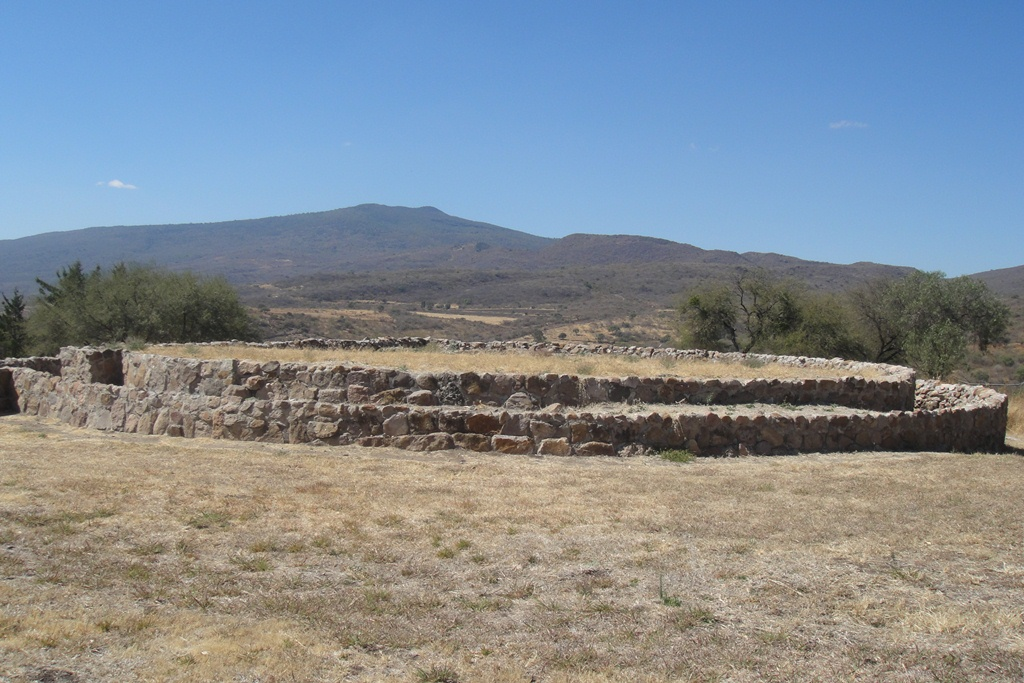
Basamento circular concéntrico, al norte del patio hundido.

Está ubicado en el extremo norte del complejo de patio-altar hundido. Consta de dos círculos de piedra concéntricos, el círculo exterior mide unos 20 metros de diámetro, sin otros restos estructurales visibles. El círculo no está completo, su lado sur, frente al altar, es plano contra la estructura del altar.

#### Templo
Este templo fue quizás el componente más importante del complejo, ocupa la posición más alta del yacimiento y su entrada mira al oeste y al patio hundido. Presenta una serie de pasajes o espacios amurallados en el lado este y escaleras de acceso orientadas hacia el este y oeste.
El lado este está algo destruido, su escalera conduce a los restos de una estructura casi destruida. Al pie de la estructura, como parte de los bloques que forman la estructura, se puede observar un petroglifo que representa una figura humana invertida.
En lo alto del templo había varios espacios cubiertos y amurallados utilizados para fines desconocidos.

### Otras estructuras

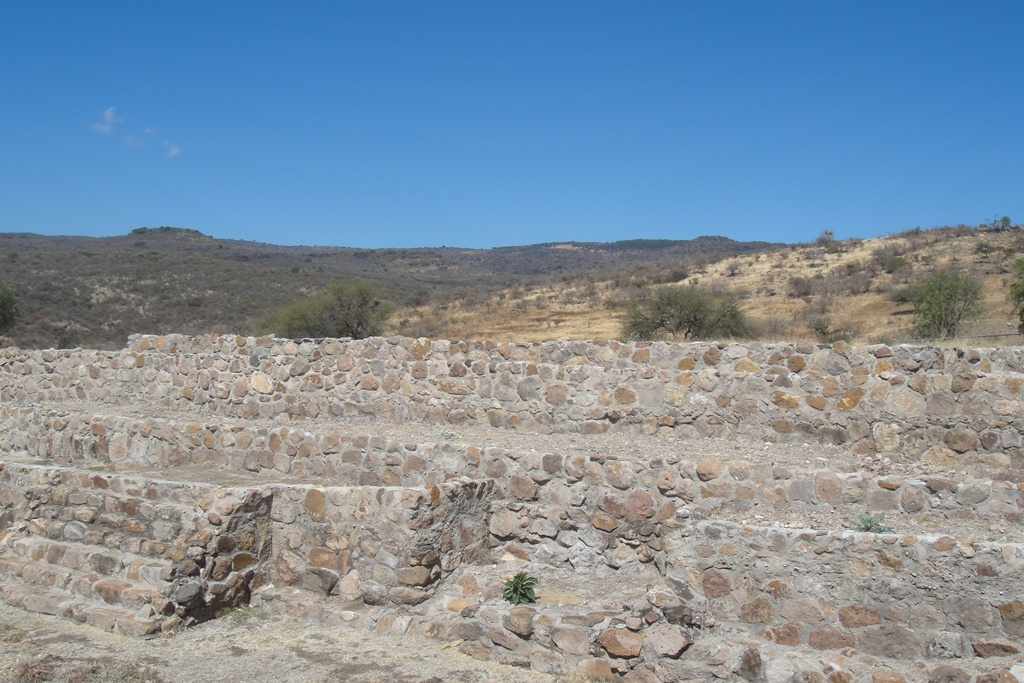
Detalle del lado norte del patio hundido y el Templo.

El resto de estructuras tienen formas irregulares y están parcialmente destruidas, por lo que es difícil evaluar su propósito o forma real. Hay entradas aparentes, pasillos a áreas privadas.
Estas estructuras fueron construidas sobre terrazas y todas rodeadas por un muro perimetral, con diferentes niveles. En su mayoría fueron construidas en el lado sur, con vistas al lago.
Es posible que se tratara de complejos residenciales, probablemente para sumos sacerdotes y gobernadores de la ciudad, encabezando ceremonias y eventos que tenían lugar en el complejo.